# The Hits (REO Speedwagon)
| Recensione              | Giudizio    |
| ----------------------- | ----------- |
| AllMusic                | [ 3 ]       |
| Robert Christgau        | C           |
| Sputnikmusic            | 3.5 (Great) |
| Dizionario del Pop-Rock | [ 6 ]       |

The Hits è una Compilation della rock band statunitense REO Speedwagon, pubblicato dalla casa discografica Epic Records nel maggio del 1988.
L'album raggiunse (10 settembre 1988) la cinquantaseiesima posizione della Chart statunitense di Billboard 200, mentre un brano (inedito) compreso nella raccolta e pubblicato come singolo: Here with Me si classificò (10 settembre 1988) al ventesimo posto della classifica Billboard Hot 100.

## Tracce
Lato A
1. I Don't Want to Lose You – 3:07 (Tom Kelly, Billy Steinberg) – Brano inedito
2. Here with Me – 4:53 (Kevin Cronin, Rick Braun) – Brano inedito
3. Roll with the Changes – 5:35 (Kevin Cronin) – Tratto dall'album: You Can Tune a Piano, but You Can't Tuna Fish (1978)
4. Keep on Loving You – 3:23 (Kevin Cronin) – Tratto dall'album: Hi Infidelity (1980)
5. That Ain't Love – 4:00 (Kevin Cronin) – Tratto dall'album: Life as We Know It (1987)
6. Take It on the Run – 3:59 (Gary Richrath) – Tratto dall'album: Hi Infidelity (1980)

Lato B
1. Don't Let Him Go – 3:45 (Kevin Cronin) – Tratto dall'album: Hi Infidelity (1980)
2. Can't Fight This Feeling – 4:57 (Kevin Cronin) – Tratto dall'album: Wheels Are Turnin' (1984)
3. Keep Pushin' – 3:56 (Kevin Cronin) – Tratto dall'album: R.E.O. (1976)
4. In My Dreams – 4:19 (Kevin Cronin, Tom Kelly) – Tratto dall'album: Life as We Know It (1987)
5. Time for Me to Fly – 3:39 (Kevin Cronin) – Tratto dall'album: You Can Tune a Piano, but You Can't Tuna Fish (1978)
6. Ridin' the Storm Out (Live) – 5:34 (Gary Richrath) – Tratto dall'album: Live: You Get What You Play For (1977)

Edizione CD del 1988, pubblicato dalla Epic Records (EK 44202)
1. I Don't Want to Lose You – 3:08 (Tom Kelly, Billy Steinberg)
2. Here with Me – 5:05 (Kevin Cronin, Rick Braun)
3. Roll with the Changes – 5:36 (Kevin Cronin)
4. Keep on Loving You – 3:71 (Kevin Cronin)
5. That Ain't Love – 4:01 (Kevin Cronin)
6. Take It on the Run – 4:00 (Gary Richrath)
7. In My Dreams – 4:24 (Kevin Cronin, Tom Kelly)
8. Don't Let Him Go – 3:46 (Kevin Cronin)
9. Can't Fight This Feeling – 4:50 (Kevin Cronin)
10. Keep Pushin' – 3:57 (Kevin Cronin)
11. Time for Me to Fly – 3:38 (Kevin Cronin)
12. One Lonely Night – 3:22 (Neal Doughty) – Tratto dall'album: Wheels Are Turnin' (1984)
13. Back on the Road Again – 5:29 (Bruce Hall) – Tratto dall'album: Nine Lives (1979)
14. Ridin' the Storm Out – 5:50 (Gary Richrath)

## Musicisti
I Don't Want to Lose You
- Kevin Cronin - voce solista, chitarra
- Gary Richrath - chitarra solista
- Neal Doughty - tastiere, sintetizzatore
- Bruce Hall - basso
- Alan Gratzer - batteria
- Tommy Funderburk - accompagnamento vocale-coro
- Eric Persing - programmatore sintetizzatore
- Keith Olsen - produttore

Here with Me
- Kevin Cronin - voce solista, chitarra
- Gary Richrath - chitarra solista
- Neal Doughty - tastiere, sintetizzatore
- Bruce Hall - basso
- Alan Gratzer - batteria
- Tommy Funderburk - accompagnamento vocale-coro
- Eric Persing - programmatore sintetizzatore[10]

Roll with the Changes
- Kevin Cronin - voce solista, pianoforte, chitarra acustica
- Gary Richrath - chitarra solista
- Neal Doughty - organo Hammond
- Bruce Hall - basso
- Alan Gratzer - batteria
- Kevin Cronin, Gary Richrath e Paul Grupp - produttori

Keep on Loving You
- Kevin Cronin - voce solista, pianoforte, chitarra acustica
- Gary Richrath - chitarre elettriche, chitarra solo
- Neal Doughty - organo Hammond
- Bruce Hall - basso
- Alan Gratzer - batteria
- Steve Forman - percussioni
- The He-Man Broken Hearts Club Choir - accompagnamento vocale- cori
- Tom Kelly - accompagnamento vocale- coro
- Richard Page - accompagnamento vocale- coro
- Kevin Cronin - accompagnamento vocale- coro
- Kevin Cronin, Gary Richrath e Kevin Beamish - produttori
- Alan Gratzer - co-produttore

That Ain't Love
- Kevin Cronin - voce solista, chitarra acustica
- Gary Richrath - chitarra solista
- Neal Doughty - sintetizzatore
- Bruce Hall - basso
- Alan Gratzer - batteria
- The Honkettes - accompagnamento vocale-cori
- Tom Kelly - accompagnamento vocale-coro
- Bob Carlisle - accompagnamento vocale-coro
- Kevin Cronin, Gary Richrath, Alan Gratzer e David DeVore - produttori

Take It on the Run
- Kevin Cronin - voce, chitarra acustica, lyrical assistance
- Gary Richrath - chitarre elettriche, chitarra solo
- Neal Doughty - sintetizzatori
- Bruce Hall - basso
- Alan Gratzer - batteria
- Kevin Cronin, Gary Richrath e Kevin Beamish - produttori
- Alan Gratzer - co-produttore

Don't Let Him Go
- Kevin Cronin - voce, chitarra ritmica
- Gary Richrath - chitarra solista
- Neal Doughty - sintetizzatore
- Bruce Hall - basso
- Alan Gratzer - batteria
- Kevin Cronin, Gary Richrath e Kevin Beamish - produttori
- Alan Gratzer - co-produttore

Can't Fight This Feeling
- Kevin Cronin - voce solista, chitarra acustica
- Gary Richrath - chitarra elettrica
- Neal Doughty - pianoforte
- Bruce Hall - basso
- Alan Gratzer - batteria
- Bill Cuomo - orchestrazione
- Kevin Cronin e REO Speedwagon - produttori

Keep Pushin'
- Kevin Cronin - voce solista, chitarra ritmica
- Gary Richrath - chitarra solista
- Neal Doughty - tastiere
- Gregg Philbin - basso, accompagnamento vocale-coro
- Alan Gratzer - batteria, accompagnamento vocale-coro
- John Stronach - produttore

In My Dreams
- Kevin Cronin - voce solista, chitarra acustica, accompagnamento vocale-coro
- Gary Richrath - chitarre elettriche
- Neal Doughty - sintetizzatori
- Bruce Hall - basso
- Alan Gratzer - batteria
- Steve Forman - percussioni
- Tom Kelly - accompagnamento vocale-coro
- Bob Carlisle - accompagnamento vocale-coro
- Kevin Cronin, Gary Richrath, Alan Gratzer e David DeVore - produttori

Time for Me to Fly
- Kevin Cronin - voce solista, chitarra ritmica
- Gary Richrath - chitarra solista
- Neal Doughty - sintetizzatore moog
- Bruce Hall - basso
- Alan Gratzer - batteria
- Kevin Cronin, Gary Richrath, Paul Grupp - produttori

Ridin' the Storm Out
- Kevin Cronin - voce, chitarra ritmica
- Gary Richrath - chitarra solista
- Neal Doughty - tastiere
- Gregg Philbin - basso, accompagnamento vocale-coro
- Alan Gratzer - batteria, accompagnamento vocale-coro
- John Stronach, Gary Richrath, John Henning - produttori

One Lonely Night
- Neal Doughty - sintetizzatore
- Kevin Cronin - voce solista, chitarra acustica, accompagnamento vocale-coro
- Gary Richrath - chitarra elettrica
- Bruce Hall - basso
- Alan Gratzer - batteria
- Tommy Funderburk - accompagnamento vocale-coro
- Kevin Cronin e REO Speedwagon - produttori

Back on the Road Again
- Bruce Hall - voce solista, basso
- Kevin Cronin - chitarra ritmica, accompagnamento vocale-coro
- Gary Richrath - chitarra solista, chitarra ritmica
- Neal Doughty - organo hammond
- Alan Gratzer - batteria, percussioni
- Kevin Cronin e Gary Richrath con Kevin Beamish - produttori

Note aggiuntive
- David Coleman - design album
- Harry Mittman - fotografia
- Tony Lane / Nancy Donald - art direction